# Oliver Paipoonge
Oliver Paipoonge to gmina (ang. township) w Kanadzie, w prowincji Ontario, w dystrykcie Thunder Bay.
Powierzchnia Oliver Paipoonge to 350,27 km².
Według danych spisu powszechnego z roku 2001 Oliver Paipoonge liczy 5862 mieszkańców (16,74 os./km²).